# Mjällby AIF
A Mjällby AIF, teljes nevén Mjällby Allmänna Idrottsförening egy svéd labdarúgócsapat. A klubot 1939-ben alapították.

## Jelenlegi keret
2022. március 16-i állapotnak megfelelően.
| #  |     | Poszt | Név                                               |
| -- | --- | ----- | ------------------------------------------------- |
| 1  | SWE | K     | Pontus Zvar                                       |
| 2  | CRO | V     | Josip Filipović                                   |
| 7  | SWE | KP    | Viktor Gustafson                                  |
| 8  | GHA | KP    | Enoch Kofi Adu                                    |
| 9  | SWE | CS    | Albin Mörfelt (kölcsönben a Vålerenga csapatától) |
| 10 | GHA | CS    | Mamudo Moro                                       |
| 12 | SWE | KP    | David Löfquist ()                                 |
| 14 | SWE | CS    | Herman Johannsson                                 |
| 15 | SRB | V     | Ivan Kričak                                       |
| 16 | SWE | CS    | Jacob Bergström                                   |
| 17 | MAR | V     | Jasin Khayat                                      |
| 18 | AUS | V     | Marc Tokich                                       |
| 19 | SWE | KP    | Ludvig Carlius                                    |

| #  |     | Poszt | Név                                                        |
| -- | --- | ----- | ---------------------------------------------------------- |
| 20 | SWE | KP    | Hampus Holgersson                                          |
| 21 | SWE | KP    | Adam Petersson                                             |
| 22 | SWE | KP    | Jesper Gustavsson                                          |
| 23 | SWE | KP    | Andreas Blomqvist                                          |
| 24 | SWE | CS    | Taylor Silverholt                                          |
| 30 | SWE | K     | Max Rundqvist                                              |
| 35 | SWE | K     | Samuel Brolin (kölcsönben az AIK csapatától)               |
|    | SWE | K     | Noel Törnqvist                                             |
| —  | SWE | V     | Pontus Jonsson                                             |
| —  | LBR | CS    | Sam Johnson                                                |
| —  | NGA | CS    | Silas Nwankwo                                              |
| —  | SWE | CS    | Rasmus Wiedesheim-Paul (kölcsönben a Rosenborg csapatától) |

## Ismertebb játékosok
- Mattias Asper
- Christian Wilhelmsson
- Tobias Linderoth
- Marcus Lindberg
- Adam Larsson
- Erton Fejzullahu
- Pavel Zavadil
- Garret Kusch
- Frank Worthington
- Steve Balcombe

## Sikerek
- Allsvenskan:
  - 11. helyezés: 1983, 1985

- Superettan:
  - Bajnok: 2009, 2019

- Division 1 Södra:
  - Bajnok: 2018

## Fordítás
- Ez a szócikk részben vagy egészben  a   Mjällby AIF című angol Wikipédia-szócikk fordításán alapul.  Az eredeti cikk szerkesztőit annak laptörténete sorolja fel. Ez a jelzés csupán a megfogalmazás eredetét és a szerzői jogokat jelzi, nem szolgál a cikkben szereplő információk forrásmegjelöléseként.

## Külső hivatkozások
- Hivatalos weboldal
- Sillastrybarna - hivatalos szurkolói oldal
- Mjällby AIF (svenskafans.com) - szurkolói oldal